# 堀株川
堀株川（ほりかっぷがわ）は、北海道岩内郡共和町を流れ日本海に注ぐ二級河川。堀株川水系の本流である。

## 流路
北海道岩内郡共和町南東の虻田郡倶知安町との境界にある倶知安峠付近に源を発し北西に流れ、共和町梨野舞納で日本海に注ぐ。

## 地名由来
この河口は低平地で昔はぐるぐる回って流れていたらしく、曲流の跡が今でも残っている。それでHorka-pet（後戻りする・川）あるいはHorka-put（河口）の名が、河口地帯に付いたものと思われる。

## 流域の自治体
北海道
後志総合振興局岩内郡共和町

## 支流
- 第二バンノ沢川
- 無沢川
- ヤエニシベ川
- ポンヤエニシベ川
- 上ビラ川
- 中ビラ川
- 下ビラ川
- セトセ川
- シマツケナイ川
- 辰五郎川
- 泥川
- シノナイ川
- ポン神恵川
- 中の川
- 宿内川（ソコナイ川）
- リヤムナイ川
- 発足川

## 主な橋梁
- 旭橋 - 国道276号
- 睦橋
- 隅元橋
- 鎧橋 - 国道229号